# Gilbert de l'Aigle
 (juillet 2017).
Gilbert de l'Aigle, né en 1080 et mort en 1118, est le fils de Richard de l'Aigle et de Judith d'Avranches (fille de Richard Goz). 
Il épouse Juliette du Perche, fille de Geoffroy II du Perche et de Béatrice de Montdidier, dont postérité :
- Marguerite de l'Aigle, reine de Navarre par son mariage avec le roi Garcia V ;
- Richard II de l'Aigle, pére, entre autres, de Luce de l'Aigle, elle-même mère de la reine d'Écosse Ermengarde de Beaumont ;
- Engenulf, décédé dans le naufrage de la Blanche-Nef le 25 novembre 1120 ;
- Godefroi, décédé dans le naufrage de la Blanche-Nef le 25 novembre 1120.